# Virgil Fulicea
Virgil Fulicea (n. 9 august 1907, Vaida-Recea, comitatul Făgăraș, Transilvania – d. 17 ianuarie 1979, Cluj) a fost un sculptor, poet și profesor universitar care a activat la Cluj.

## Biografie
Virgil Fulicea s-a născut la 9 august 1907 în localitatea Vaida-Recea, din Țara Făgărașului. Tatăl său, Victor Fulicea, era notar, fiind originar din satul făgărășan Mărgineni.
Virgil Fulicea a urmat școala primară în satul natal, iar în anul 1925 a absolvit cursurile Liceului „Radu Negru” din Făgăraș. A absolvit cursurile Academiei de Arte Frumoase din Cluj, în 1932. În anul 1934, a absolvit și cursurile Facultății de Științe Juridice și Economice din Cernăuți.
A fost profesor la Liceul „Sfântul Vasile cel Mare” din Blaj (1933). La Blaj a colaborat cu Pavel Dan, Ion Agârbiceanu. Apoi, a fost profesor la Liceul de Artă din Cluj, între anii 1948-1955. A intrat în rândul universitarilor, la Institutul de Arte Plastice „Ion Andreescu” din Cluj, în anul 1955 (sculptură), primind titlul de profesor universitar în anul 1970.
Sculptorul Virgil Fulicea s-a stins din viață la Cluj, la 17 ianuarie 1979. A fost înmormântat în Cimitirul Central din Cluj.

## Decorații
- Ordinul „Meritul Cultural” clasa a IV-a (1968) „pentru activitate deosebită în domeniul artelor plastice”[3]
- Ordinul Meritul Cultural clasa a III-a (20 aprilie 1971) „pentru merite deosebite în opera de construire a socialismului, cu prilejul sărbătoririi a 50 de ani de la constituirea Partidului Comunist Român”[4]

## Opera
- Bustul lui Emil Racoviță, sculptat în bronz, a fost dezvelit în anul 1957 pe strada Clinicilor din Cluj, în fața Institutului de Speologie.
- Statuia lui Baba Novac din Cluj-Napoca, sculptată în bronz, a fost ridicată lângă Bastionul Croitorilor în anul 1975.

## Expoziție permanentă
O expoziție permanentă cuprinzând lucrări ale lui Virgil Fulicea este organizată la Muzeul Țării Făgărașului „Valer Literat”, în sala ce poartă numele artistului, „Sala Virgil Fulicea” (mai demult, „Sala Dietelor”), situată la primul etaj al Cetății Făgărașului.

## Cinstirea memoriei lui Virgil Fulicea
- O stradă din Cluj-Napoca îi poartă numele: strada Virgil Fulicea.
- O sală a Muzeului Țării Făgărașului „Valer Literat”, în care sunt expuse o parte din lucrările artistului, îi poartă numele: Sala Virgil Fulicea.

## Galerie de imagini

Virgil Fulicea: Statuia lui Baba Novac (1975), în faţa Bastionului Croitorilor din Cluj
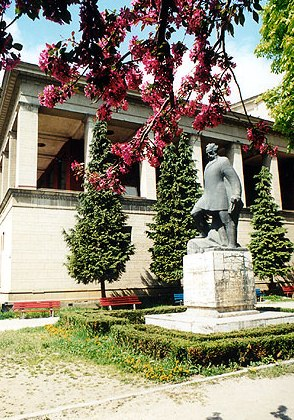
Virgil Fulicea: Statuia lui Andrei Mureşanu, în faţa Teatrului Dramatic din Braşov